# 3906 Chao
3906 Chao је астероид главног астероидног појаса. Приближан пречник астероида је 47,09 ,
а средња удаљеност астероида од Сунца износи 2,932 астрономских јединица (АЈ).
Инклинација (нагиб) орбите у односу на раван еклиптике је 26,075 степени, а орбитални период износи 1833,919 дана (5,020 година). Ексцентрицитет орбите астероида износи 0,069.
Апсолутна магнитуда астероида износи 10,80 а геометријски албедо 0,038.
Астероид је откривен 31. маја 1987. године.